# Lowndes Henry Davis

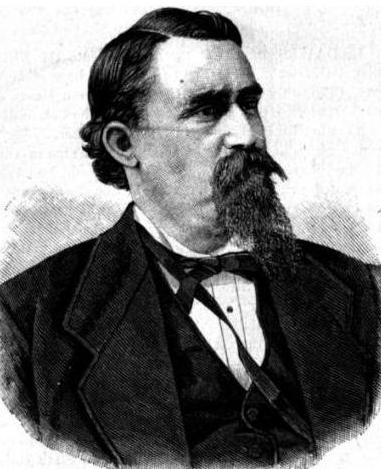
Lowndes Henry Davis

Lowndes Henry Davis (* 13. Dezember 1836 in Jackson, Missouri; † 4. Februar 1920 in Cape Girardeau, Missouri) war ein US-amerikanischer Politiker. Zwischen 1879 und 1885 vertrat er den Bundesstaat Missouri im US-Repräsentantenhaus.

## Leben
Lowndes Davis besuchte bis 1860 das Yale College. Nach einem anschließenden Jurastudium an der Louisville University Law School und seiner 1863 erfolgten Zulassung als Rechtsanwalt begann er in Jackson in diesem Beruf zu arbeiten. Zwischen 1868 und 1872 war er Staatsanwalt im zehnten Gerichtsbezirk von Missouri. Gleichzeitig schlug er als Mitglied der Demokratischen Partei eine politische Laufbahn ein. Im Jahr 1875 war er Delegierter auf einer Versammlung zur Überarbeitung der Staatsverfassung. Zwischen 1876 und 1878 saß er als Abgeordneter im Repräsentantenhaus von Missouri.
Bei den Kongresswahlen des Jahres 1878 wurde Davis im vierten Wahlbezirk von Missouri in das US-Repräsentantenhaus in Washington, D.C. gewählt, wo er am 4. März 1879 die Nachfolge von Robert Anthony Hatcher antrat. Nach zwei Wiederwahlen konnte er bis zum 4. März 1885 drei Legislaturperioden im Kongress absolvieren. Seit 1883 vertrat er den damals neu geschaffenen 14. Distrikt seines Staates. Ebenfalls ab 1883 war Davis Vorsitzender des Ausschusses zur Kontrolle der Ausgaben des Finanzministeriums.
Nach seinem Ausscheiden aus dem US-Repräsentantenhaus arbeitete Lowndes Davis in der Landwirtschaft und hier vor allem auf dem Gebiet der Viehzucht. Er starb am 4. Februar 1920 in Cape Girardeau und wurde auf dem Maple Hill Cemetery in Huntsville (Alabama) beigesetzt.